# Brzeżawa
Brzeżawa – wieś w Polsce położona w województwie podkarpackim, w powiecie przemyskim, w gminie Bircza. Leży na Pogórzu Przemyskim.
W latach 1975–1998 miejscowość administracyjnie należała do województwa przemyskiego.

## Części wsi
| SIMC    | Nazwa  | Rodzaj    |
| ------- | ------ | --------- |
| 0599072 | Wola   | część wsi |
| 0599089 | Zagóra | część wsi |

## Historia
Wieś powstała na początku XV wieku. Pierwsza wzmianka pochodzi z 1464 roku, kiedy to Brzeżawa należała do majątku birczańskiego, nosząc nazwę Twardego Wolya. Wieś prawa wołoskiego, położona była na początku XVI wieku w ziemi sanockiej województwa ruskiego.
Spis z 1510 roku wykazał podatki płacone z: 10 łanów, młyna, karczmy, popa i 200 owiec.
25 stycznia 1648 roku Stanisław Humnicki, wojski sanocki, sprzedał za 300 zł popom: Ihnatowi i Iwanowi Maniawskim (braciom), popostwo we wsi Bryżawa.
W XIX wieku wieś była własnością Ludwika Dobrzyńskiego i Kazimierza Gazdowicza. Istniał tu również zaścianek szlachecki. Kornel Lewicki z Brzeżawy, zarejestrował 17 kwietnia 1862 roku w wiedeńskim urzędzie patentowym na trzy lata patent dotyczący wynalezienia produktu kosmetycznego, zwanego: Schönheits-Thauwasser za pewne bazującego na wodzie z ropą naftową, która wypływała ze źródeł znajdujących się w okolicy wsi. W II połowie XIX wieku Dobrzyńscy sprzedali wieś z dworem Żydowi Ozjaszowi Wernerowi. W 1892 roku Ozjasz Werner będąc właścicielem także okolicznych lasów sprzeciwiał się budowie publicznej drogi do Ulucza aby nie dopuścić by chłopi brzeżawscy zaopatrywali się w tańszy opał i ściółkę w lasach uluckich. Pomimo ingerencji władz galicyjskich droga do 1895 roku nie powstała a jedyną drogą dojazdową do wsi był trakt ze wsi Lipa. W okresie międzywojennym właścicielami dworu, obszarów ziemskich i lasów była żydowska rodzina Izaaka i Natana Steinów. 
W II Rzeczypospolitej wieś była położona powiecie dobromilskim województwa lwowskiego. W 1945 nacjonaliści ukraińscy z OUN-UPA zamordowali tutaj 24 Polaków i 1 Ukraińca, sołtysa.

## Demografia
- 1785 – 375 grekokatolików, 44 łacinników i 10 żydów
- 1840 – 513 grekokatolików (brak informacji o innych wyznaniach)
- 1859 – 694 grekokatolików
- 1879 – 867 grekokatolików
- 1899 – 1084 grekokatolików
- 1926 – 1190 grekokatolików
- 1929 – 1265 mieszkańców
- 1938 – 1212 grekokatolików, 97 łacinników, 21 żydów, 61 zielonoświątkowców

## Religia
Na terenie wsi działalność duszpasterską prowadzi Kościół rzymskokatolicki oraz Kościół Zielonoświątkowy.

## Zabytki
- Cerkiew greckokatolicka pw. Michała Archanioła – wzniesiona w 1843 r., obecnie kościół rzymskokatolicki pw. Św. Michała Archanioła. Ściany wewnątrz zdobione figuralno-ornamentalną polichromią ścienną z końca XIX wieku.

## Znane osoby związane z wsią
- Ludwika Dobrzyńska-Rybicka – profesor Uniwersytetu Poznańskiego
- Julian Gbur – biskup greckokatolicki diecezji stryjskiej
- Michał Hydzik – były naczelny prezbiter Kościoła Zielonoświątkowego w Polsce
- Omelan Mazuryk – malarz
- Mykoła Mazuryk – rzeźbiarz